# Чачапояс
Чачапояс, ісп. Chachapoyas — місто на півночі Перу на висоті 2235 м над рівнем моря, адміністративний центр регіону Амазонас. Населення міста становить близько 20 300 осіб. Місто розташоване в горах далеко від узбережжя і значно ізольоване від інших регіонів Перу. Щодня ходить автобус в міста Чиклайо і Кахамарка. Незважаючи на наявність місцевого аеропорту, кількість рейсів невелика.
Місто заснував 5 вересня 1538 іспанська конкістадор Алонсо де Альварадо «і його двадцятка». Основу економіки міста складає сільське господарство: вирощування цукрового очерету, орхідей і кави.
В околицях міста виявлено велику кількість археологічних пам'яток інкського і доінкського періодів; по імені міста названа археологічна культура Чачапоя.
В околицях знаходиться водоспад Ґокта.